# Noche sin regreso
Noche sin regreso es la tercera canción del álbum 20 caras bonitas; perteneciente a la banda de rock y new wave argentina Suéter. Fue escrita y compuesta por Miguel Zavaleta.

## Interpretación
La letra es una balada que replantea sobre la soledad que vive el protagonista de la canción. Según su compositor, Miguel Zavaleta, la letra refiere a la "infancia rota, de la persona destruida en su infancia, que le sacan la fuerza y que después no puede amar u odiar".